# Kermesse sanglante
Pour plus de détails, voir Fiche technique et Distribution.
Kermesse sanglante est le titre d'un film belge réalisé par Francis Martin d'après l'œuvre de Philippe Meert sorti en 1926.

## Synopsis
"Un paysan avare refuse sa fille Suzette à un jeune villageois, Henri, qu'elle aime et dont elle devient la maîtresse, bien qu'il soit le fils d'un condamné. Lors d'une kermesse fortement arrosée, Henri surprend le châtelain local faisant une cour serrée à Suzette et, par jalousie, le blesse d'un coup de couteau. Son acte lui vaudra plusieurs années de prison. Par la suite, à son retour au village, il apprend que Suzette est morte en accouchant d'une fille dont il est le père. Le châtelain et son épouse ont recueilli l'enfant, mais Henri vient la leur réclamer. Au terme d'un débat de conscience, il s'en va seul pour ne pas infliger à une innocente la double tare de son nom."
(Marianne Thys, in « Belgian Cinema »)

## Fiche technique
- Titre français : Bloedige Kermis
- Titre anglais international : A Bloody Fair
- Réalisation : Francis Martin
- Scénario : Francis Martin, d'après le roman de Philippe Meert
- Chef décorateur : Armand Lund
- Directeur de la photographie : Herman
- Format : 35 mm (positif/négatif)
- Tourné en 1925 au studio Belga Films de Malines
- Note : Film perdu
- Genre : Drame

## Distribution
- Aimé Bourgeois : Henri Lemmens, le fils d'un condamné qu'aime Suzette[1]
- Édouard Bréville : Julot
- Sarah Clèves : Mme Lemmens, la mère d'Henri
- Zizi Festerat
- Marchal : le cantonnier
- Lucienne Masset : Suzette, la file d'un paysan avare qui la refuse à Henri
- Andrée Meunier : la comtesse de Belfonds, la femme du châtelain
- Gilberte Mormont : Gilberte
- Max Petit	: le père de Suzette, un paysan avare qui refuse sa fille à Henri
- René Vermandèle : le comte de Belfonds, le châtelain qui fait la cour à Suzette